# Mirka Andolfo
Mirka Andolfo (née à Naples le 17 juin 1989) est une artiste de bande dessinée italienne.

## Biographie
Mirka Andolfo commence comme coloriste à 19 ans en première année de la Scuola Italiana di Comix (it) à Naples.
En 2015, elle commence à travailler pour DC Comics. Elle contribue à plusieurs séries, notamment Hex Wives, Wonder Woman et Harley Quinn.  
En collaboration avec Boom! Studios, Mirka Andolfo réalise la couverture et participe à l'écriture de The Amazing World of Gumball: Spring Break Smash en 2019. Matt Gagnon, rédacteur en chef de BOOM! Studios, déclare qu'elle « s'est distinguée comme l'une des autrices et artistes les plus populaires de la bande dessinée aujourd'hui ».  
Elle collabore également avec Marvel Studios en tant qu'illustratrice : en 2021, Andolfo dessine la couverture du dernier numéro de la série The Magnificent Ms. Marvel.
En 2021, elle publie chez Glénat « la trilogie gothico-horrifique » Mercy.
Son comic book Sweet Paprika, publié en 2021, est bien reçu au niveau international et remporte le Harvey Award du Meilleur livre international de l'année 2022 lors du New York Comic Con. Le deuxième volume de la série s'est vendu en seulement un jour après sa sortie. Un projet d'animation basé sur cette série est par la suite en développement.

## Œuvres
- Attenti al Goblin![10], treizième numéro du Dylan Dog Color Fest, Sergio Bonelli Editore, août 2014 (dessins)
- Party Girls[11], quatorzième numéro du Dylan Dog Color Fest, Sergio Bonelli Editore, avril 2015 (dessins)
- Sacro/Profano[12], Dentiblù, 2013 (dessins et scénario)
- ControNatura#1 - Il risveglio[13], Modène, Panini Comics, novembre 2016 (dessins et scénario)
- ControNatura#2 - La caccia[14], Modène, Panini Comics, novembre 2017 (dessins et scénario)
- ControNatura#3 - La rinascita[15], Modène, Panini Comics, novembre 2018 (dessins et scénario)
- Mercy[16], Modène, Panini Comics, novembre 2019 (dessins et scénario)
- Sweet Paprika[17], Pérouse, Star Comics, mai 2021 (dessins et scénario)